# Колхеті (національний парк)
Націона́льний парк Колхе́ті (груз. კოლხეთის ეროვნული პარკი კოლხეთის ეროვნული პარკი) — природно-заповідна територія у Західній Грузії, розташована на прибережних рівнинах Колхеті, між гирлами річок Тікурі та Супса. Парк охоплює берегові ділянки сходу Чорного моря і басейн озера Палеостомі. Прибережна зона парку виступає як ключовий маршрут для міграційних рухів африканських та євразійських водоплавних та болотних птахів. У цьому регіоні зареєстровано понад 194 види птахів, серед яких 21 вид є перелітними.
Разом з іншими районами низин Колхеті Національний парк вважається місцем, де знаходився стародавній центр Колхиди — Фазісі.
Національний парк був заснований в 1998 році в рамках грузинського Проекту з управління узбережжям за фінансової підтримки Світового Банку та Глобального екологічного фонду. До його складу входить Державний заповідник Колхеті, заснований в 1947 році (500 га) і суміжні заболочені території, включаючи озеро Палеостомі.

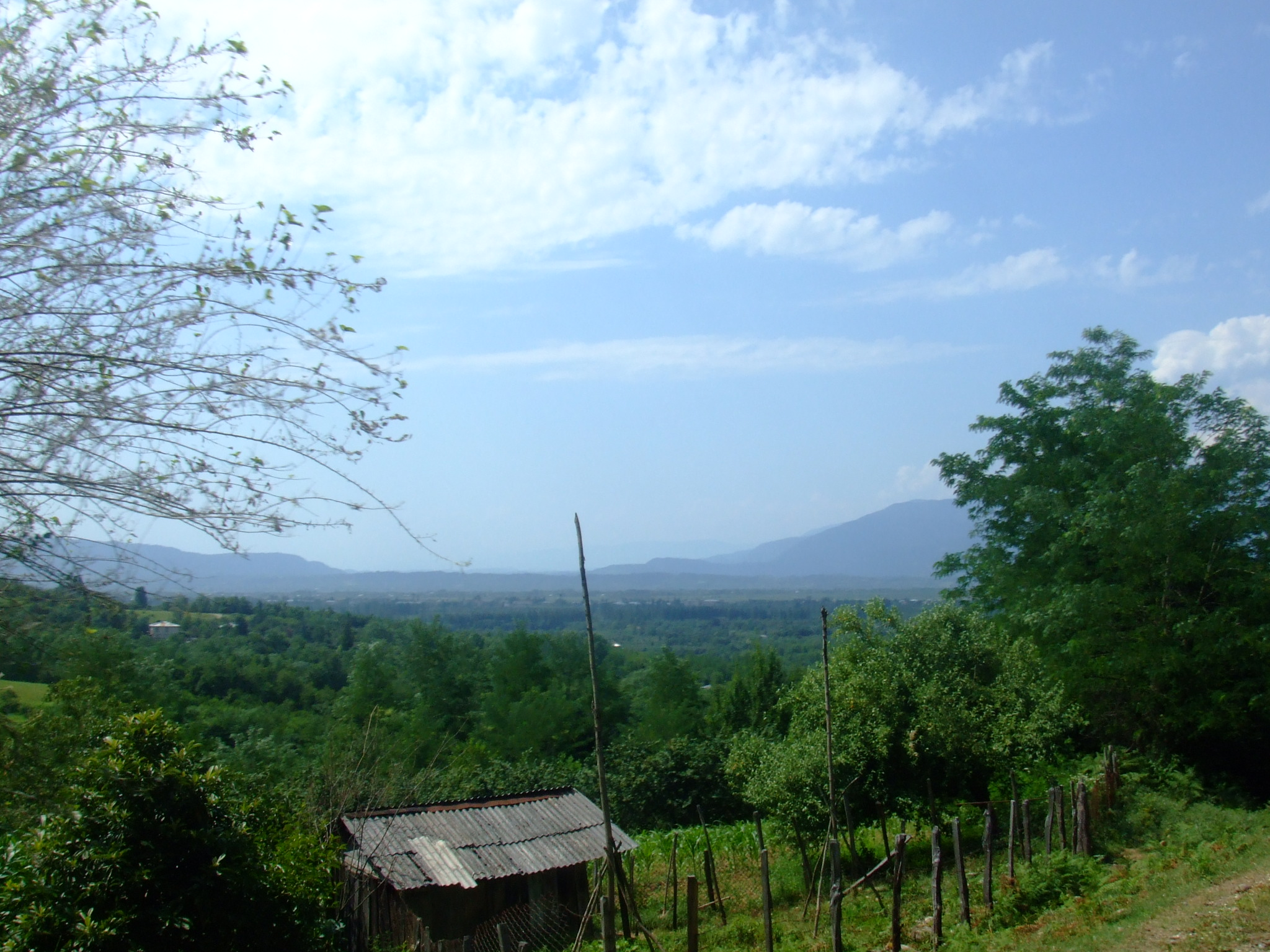

## Склад
Національний парк розташовується на території п'яти муніципалітетів Грузії: Зугдіді, Хобі, Сенакі, Абаша і Ланчхуті — і адміністративно поділяється на п'ять районів. Загальна площа території, що охороняється — 446 км².

## Туризм
У парку діють візит-центр і готель, проводяться туристичні прогулянки по стежках і водойм, надаються послуги зі спортивного рибальства та екотуризму. Парк розташований на великій заболоченій території, є ідеальним місцем для туристів, охочих спостерігати за птахами. Мальовничі заболочені території регіону рідко зустрічаються де-небудь ще в чорноморській прибережній зоні. Вони є ідеальними для розвитку в Національному парку таких видів туризму, як човнові прогулянки, дайвінг, піші прогулянки і верхова їзда.

## Географія
До складу парку входять Колхидські болота, які є залишком реліктової тропічної та субтропічної екосистеми, що існувала в Євразії 10 мільйонів років тому. Озеро Палеостомі є лиманом глибиною до 3 м, відокремлений від Чорного моря піщаними дюнами і опріснений водами річки Пічорі.

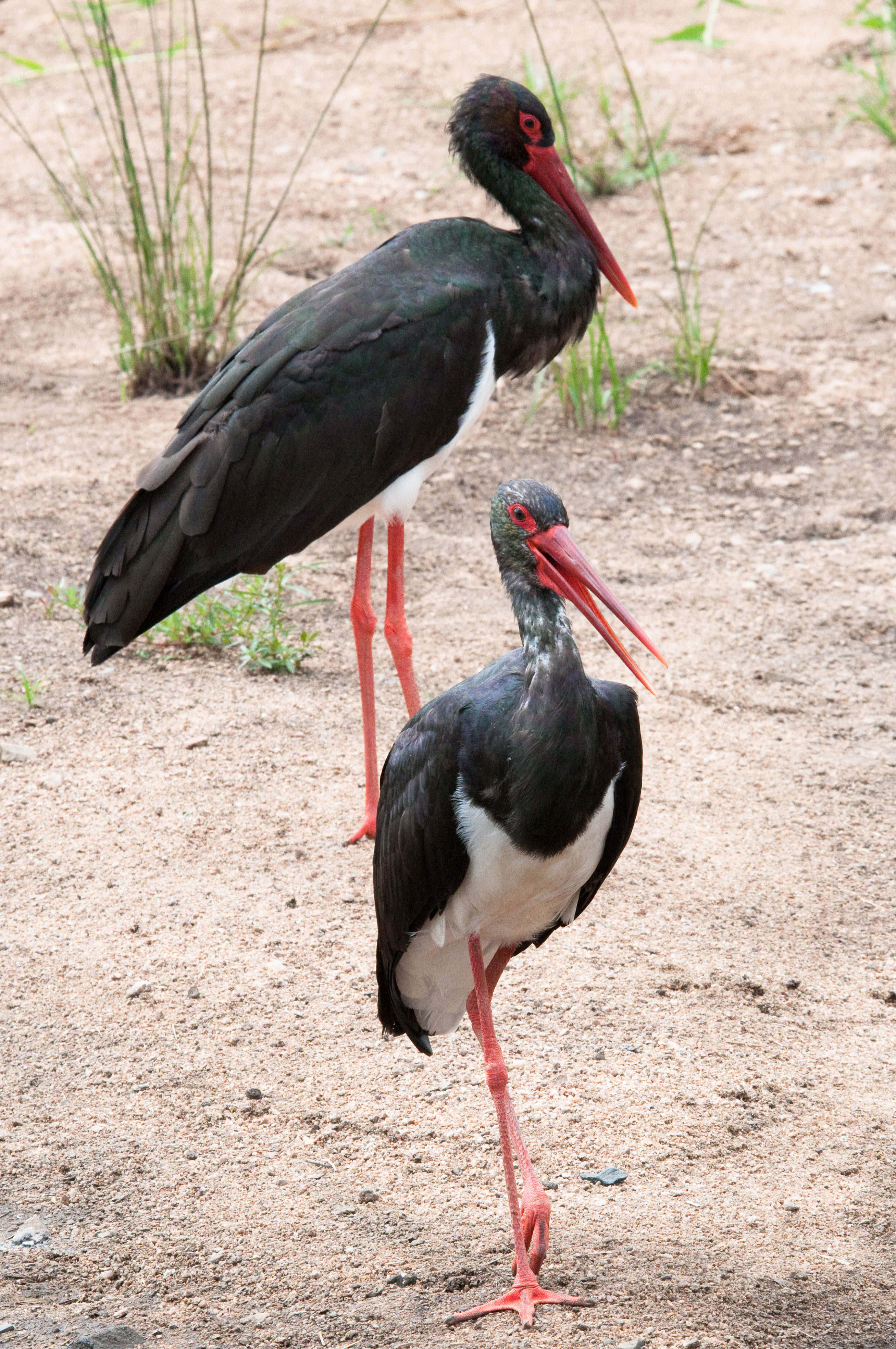
Чорний лелека

Простягнувся безперервною лінією уздовж Євразії, Національний парк зі своїми прилеглими територіями володіє тропічними і субтропічними ландшафтними зонами, що збереглися з часів третинного періоду. Надаючи багату біогеографічну і палеографічну інформацію, ці унікальні заболочені місцевості є одним з найцінніших та незвичайних природних скарбів Грузії.

## Флора
Рослинне розмаїття Колхидського національного парку обумовлене трьома різними екосистемами, представленими на його території болотами, піщаними дюнами і водяними просторами. Завдяки унікальному походженню парку в ньому є представники флори, які не зустрічаються в інших місцях Грузії. До них належать три види торф'яного моху, росички круглолистої. Серед інших представників флори у вологих лісах зустрічаються вільха, лапіна, дуб імеретинський, плющ колхидський, на дюнах — обліпиха і держи-дерево.

## Фауна
Тваринний світ національного парку не менш різноманітний і унікальний. У парку знаходяться місця зимівлі деяких перелітних птахів, для більшості пернатих він є проміжною зупинкою. У парку мешкають вальдшнеп, кроншнеп, білолобий гусак, лебідь-кликун, лебідь-шипун, кучерявий пелікан, великий підорлик, колхидський фазан. Ссавці представлені шакалом, кабаном, козулею, видрою. Серед плазунів зустрічаються болотна черепаха, тритони, водяний вуж, каспійський полоз. У парку мешкає райка. 16 видів ссавців є для парку ендемічними, в тому числі їжак південний, кавказький кріт і кілька видів кажанів.
Озеро Палеастомі є ідеальним місцем для різних видів риб. Тут мешкає 88 видів, включаючи севрюгу, горбушу, оселедець, кефаль, щуку, скумбрію. Морські ссавці представлені афалінами, звичайним дельфіном і морською свинею.
У «Червону книгу Грузії» включено 6 видів тварин, що мешкають в парку.